# Walkers Bay (zatoka po wschodniej stronie Andrew Island)
Walkers Bay – zatoka (ang. bay) w kanadyjskiej prowincji Nowa Szkocja, w hrabstwie Guysborough, po wschodniej stronie wyspy Andrew Island; nazwa urzędowo zatwierdzona 7 maja 1976.